# Lissel Sundtjärnen
Lissel Sundtjärnen är en sjö i Gagnefs kommun i Dalarna och ingår i Norrströms huvudavrinningsområde.